# Witold Małcużyński

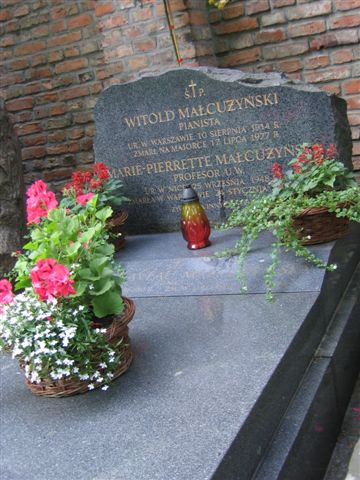
Grab von Witold Małcużyński auf dem Powązki-Friedhof in Warschau

Witold Małcużyński (* 10. August 1914 in Koziczyn, Russisches Kaiserreich; † 17. Juli 1977 auf Mallorca) war ein polnischer Pianist, der sich auf Chopin spezialisiert hatte.
Im Alter von zehn Jahren begann er mit dem Klavierspielen und bekam schließlich Unterricht am Konservatorium der späteren Fryderyk-Chopin-Universität für Musik Warschau.
Ursprünglich hatte er die Absicht, Jura zu studieren, wechselte dann aber zur Musik und studierte unter einem Schüler von Ferruccio Busoni. 1936, nach Abschluss des Konservatoriums mit Auszeichnung, erhielt er eine Einladung, unter Ignacy Jan Paderewski weiterzulernen, einem der großen romantischen Pianisten des „Goldenen Zeitalters“. Małcużyńskis Spiel war von Leidenschaft und Poesie geprägt. 1937 begegnete er beim Dritten Internationalen Frédéric-Chopin-Wettbewerb in Warschau, wo er den dritten Preis gewann, seiner zukünftigen Frau, der französischen Pianistin Colette Gaveau.
Als der Zweite Weltkrieg begann, befand er sich in Frankreich. Er schloss sich dort der Polnischen Armee an und besuchte mit seiner künstlerischen Propaganda-Abteilung polnische Militärlager. Nach der Kapitulation Frankreichs entkam er gemeinsam mit seiner Frau nach Portugal, wo er den bekannten Dirigenten Grzegorz Fitelberg traf. Fitelberg bot ihm eine Tournee in Südamerika an. Małcużyński ging im Oktober 1940 nach Argentinien. Im April 1942 siedelte er in die Vereinigten Staaten über. Wesentlich für seine amerikanische Karriere war Yehudi Menuhin, der ihm zu Beginn bei organisatorischen Belangen half.
Nach dem Krieg lebte er in der Schweiz. Er war Jury-Mitglied der Internationalen Chopin-Wettbewerbe 1960 und 1970 und des Internationalen Concours Reine Elisabeth in Belgien 1960.
Witold Małcużyński starb 1977 auf Mallorca. Seine sterblichen Überreste wurden auf dem Powązki-Friedhof in Warschau beigesetzt.
Er war der Bruder von Karol Małcużyński (1922–1984), einem Politiker und Journalisten, und der Onkel von Karol Małcużyński (* 1953), einem Journalisten und Fernsehproduzenten.